# يطروفة رمحية مقلوبة
يطروفة رمحية مقلوبة (الاسم العلمي:Jatropha oblanceolata) هي نوع من النباتات تتبع جنس اليطروفة من الفصيلة الفربيونية.